# منتخب الهند تحت 17 سنة لكرة السلة
منتخب الهند تحت 17 سنة لكرة السلة (بالإنجليزية: India national under-17 basketball team)‏ هو ممثل الهند الرسمي في المنافسات الدولية في كرة السلة تحت 17 سنة.